# Tioga (New York)
Tioga est une ville du comté de Tioga, dans l'État de New York, aux États-Unis,. En 2010, elle compte une population de 4 871 habitants.

## Démographie
Lors du recensement de 2010, la ville comptait une population de 4 871 habitants, tandis qu'en 2016, elle est estimée à 4 693 habitants.